# Kal Penn
Kalpen Suresh Modi, född den 23 april 1977 i Montclair i New Jersey, känd vid sitt artistnamn, Kal Penn, är en amerikansk skådespelare, filmproducent. Han är politiskt aktiv och vegetarian. Kal Penn är av indisk börd.

## Filmografi

### Filmer
| År   | Titel                                          | Roll                 |
| ---- | ---------------------------------------------- | -------------------- |
| 2022 | Smile                                          | Dr. Morgan Desai     |
| 2018 | The Ashram                                     | Nitin                |
| 2011 | Bhopal: A Prayer for Rain                      | Motwani              |
| 2011 | A Very Harold & Kumar 3D Christmas             | Kumar Patel          |
| 2008 | Harold & Kumar Escape from Guantanamo Bay      | Kumar Patel          |
| 2007 | Epic Movie                                     | Edward               |
| 2007 | The Namesake                                   | Gogol/Nikhil Ganguli |
| 2006 | National Lampoon's Van Wilder: The Rise of Taj | Taj Badalandabad     |
| 2006 | Deck the Halls                                 | Amit Sayid           |
| 2006 | Superman Returns                               | Stanford             |
| 2006 | Bachelor Party Vegas                           | Z-Bob                |
| 2006 | Man About Town                                 | Alan Fineberg        |
| 2005 | Sueño                                          | Raj                  |
| 2005 | A Lot Like Love                                | Jeeter               |
| 2005 | Son of the Mask                                | Jorge                |
| 2005 | Dancing in Twilight                            | Sam                  |
| 2004 | Ball & Chain                                   | Bobby                |
| 2004 | Harold & Kumar Go to White Castle              | Kumar Patel          |
| 2003 | Dude, Where's the Party?                       | Mo (Mohan Bakshi)    |
| 2003 | Malibu's Most Wanted                           | Hadji                |
| 2003 | Love Don't Cost a Thing                        | Kenneth Warman       |
| 2002 | Badger                                         | Sanjay               |
| 2002 | National Lampoon's Van Wilder                  | Taj Badalandabad     |
| 2002 | Van the man                                    | -                    |
| 2002 | Hector                                         | Kendal Cunningham    |
| 2001 | American Desi                                  | Ajay Pandya          |
| 1999 | Freshmen                                       | Ajay                 |
| 1998 | Express: Aisle to Glory                        | Jackie Newton        |

### TV-serier
| År   | Titel                             | Roll                |
| ---- | --------------------------------- | ------------------- |
| 2016 | Designated Survivor               | Seth Wright         |
| 2011 | How I Met Your Mother             | Kevin               |
| 2007 | House (2007-2009)                 | Dr. Lawrence Kutner |
| 2007 | 24                                | Ahmed Amar          |
| 2007 | Law & Order: Special Victims Unit | Henry Chanoor       |
| 2006 | The Danny Comden Project          | Max                 |
| 2004 | Homeland Security                 | Harrison            |
| 2003 | Tru Calling                       | Steven              |
| 2003 | All About the Andersons           | George              |
| 2003 | Cosmopolitan                      | Vandana's fiancé    |
| 2001 | The Agency                        | Malek               |
| 2001 | NYPD Blue                         | Solomon Al-Ramai    |
| 2001 | ER                                | Narajan             |
| 2001 | That Vision Thing                 | Fez Boy             |
| 2000 | Spin City                         | Buddy               |
| 2000 | Sabrina, Tonårshäxan              | Prajeeb             |
| 1999 | Buffy the Vampire Slayer          | Hunt                |
| 1999 | Brookfield                        | Kumar Zimmerman     |